# .vu
.vu è il dominio di primo livello nazionale assegnato a Vanuatu.
Originariamente gestito dalla Telecom Vanuatu Limited, nel 2018 il Telecommunications and Radiocommunications and Broadcasting Regulator (TRBR) ha avviato le procedure per il trasferimento del dominio. Dal 12 dicembre 2019 il gestore del dominio è GoDaddy.
Oltre ad essere il dominio di Vanuatu, .vu viene proposto ai francofoni per via del francese vu (lett. "visto").